# Scopula irrufata
Scopula irrufata là một loài bướm đêm trong họ Geometridae.